# Джовани Висконти (архиепископ)
Вижте пояснителната страница за други личности с името Джовани.
Джовани Висконти (на италиански: Giovanni Visconti; * ок. 1290; Милано, Сеньория Милано; † 5 октомври 1354, Милано, Сеньория Милано) от фамилията Висконти, е от 1329 г. кардинал, от 1342 до 1354 г. архиепископ на Милано и от 1349 до 1354 г. господар на Милано.

## Произход
Той е петият син на Матео I Висконти (* 1250, † 1322), господар на Милано, и на Бонакоса Бори (* 1254, † 1321). Негови дядо и баба по бащина линия са Теобалдо Висконти и Анастасия Пировано, а по майчина кондотиерът Скуарчино Бори и Антония. Има четири братя и пет сестри:
- Галеацо I (* 1277, † 1328), господар на Милано (1322 – 5 юли 1327), подест на Новара (1298 – 99), съпруг на Беатриче д'Есте
- Марко, нар. Балатроне (* ок. 1289, † 1329), подест на Алесандрия (1310), политик и кондотиер, господар на Розате и на Лука (15 април – 30 юни 1329);
- Лукино (* 1292, † 1349), съгосподар на Милано с брат му Джовани (1339 – 1349), господар на Павия (1315), съпруг на Виоланта от Салуцо, на Катерина Спинола и на Изабела Фиески.
- Стефано (* 1288, † 1337), господар на Арона (1325), съпруг на Валентина Дория
- Катерина (* 1282, † 1311), съпруга на Албоино I дела Скала, господар на Верона;
- Дзакарина (* 1295, † 1328), съпруга на Франкино Руска, господар на Комо;
- Флорамонда († 1321), съпруга на Гуидо Мандели, граф на Маканьо Империале;
- Агнес, съпруга на Чекино дела Скала
- Беатриче (* ок. 1280), съпруга на Спинета Маласпина, маркиз на Верукола

Има и един природен брат от извънбрачна връзка на баща си.

## Биография

### Църковна и гражданска кариера
Църковната кариера на Джовани започва с оставката на неговия брат Стефано Висконти и с последвалото му избиране за архиерей през 1317 г. Изборът му позволява да заеме престижна позиция в огромното семейство Висконти и да започне да насочва вниманието си към Амвросианската църква (Миланската архиепископия) и контрола върху църковните институции, с цел заемане на властова роля. През първата половина на XIV век той е господар и след като неговата династия си възвръща контрола над град Милано, Джовани започва да придобива все по-голямо място в Амвросианската църква.
С диплома от 4 юли 1327 г. император Лудвиг Баварски го назначава за „iudex ordinarius“ на градското и епархийското духовенство. Това му назначаване като обикновен съдия му позволява контрол над епархийския съд и курията и му осигурява сътрудничеството на гражданската власт. По този начин, благодарение на императорския избор, Джовани намира подкрепа за плановете си за хегемония над Църквата.
След това е номиниран за кардинал от антипапа Николай V, но по-късно папа Йоан XXII го обвинява в позор и нарежда на епископите на Комо да издадат присъди (1322 – 1323) срещу него, защото е приел номинацията за кардинал. Краткостта на длъжността му обаче се определя от прехода на Висконти през май-юни 1329 г. към антиимперска политика. Всъщност тази нова политическа ориентация е формализирана в Авиньон със сързването на господарите на Милано с директивите на папата и с последвалия отказ на Джовани от кардиналския пост. Междувременно през юли 1327 г. той е обвинен в заговор. Това води до ареста му, но скоро е освободен, както се вижда от свободното му присъствие в Милано през септември същата година. През октомври 1339 г. обаче е избран за архиепископ и заема мястото на Айкардо да Камодеа, въпреки че последният все още е законен архиепископ. Всъщност Айкардо е държан в изгнание, а Джовани е „... заел наследството и имотите на длъжността“. Именно поради тази причина той започва да живее в архиепископския дворец, който освен това предприема стъпки да възстанови.
През юли 1339 г. Айкардо се завръща от изгнание в Милано и едва след смъртта му същата година Джовани заема амвросианската катедра. Той успява да заеме поста благодарение на подкрепата на папа Йоан XXII, който го избира за архиепископ на Милано с формулата sacrosanct Mediolanensis ecclesie ellectus in archiepiscopum... След това, през 1342 г., папа Климент VI (наследник на Бенедикт XII) му предоставя длъжността митрополит и това дарение установява новооткритото споразумение между Висконти и папското седалище. Следователно Джовани е назначен за господар и архиепископ с папска була за назначаване от 17 юли 1342 г. По този начин той се оказва поставен на катедрата на свети Амвросий по силата на назначението на папа Климент VI, който го утвърждава като архиепископ, но сега тази позиция е по-конкретна и официална, тъй като произтича от папска номинация. Ролята му на архиепископ има решаваща роля в консолидирането на господството на Висконти и това значение се състои преди всичко в това, че той „познаваше и можеше да подкрепи меча с жезъла“.
Джовани успява да се възползва от благоприятните възможности и да държи двете функции с отдаденост: светската и духовната, дотолкова че е запомнен в надгробната епитафия, която подчертава как „пастирството бе в служба на меча.“ От тази епитафия се разбира как ролята му на господар обаче е била преобладаваща в сравнение с религиозната му роля, дотолкова че е била подчертана от хронистите на неговото време. Надписът върху гроба му е от фундаментално значение за рамкирането на неговия характер, роли и действия, но по-специално той очертава фигура на светския принц, който се гордее със своите завоевания. Неговото присъствие в седалището на Амвросианската катедра е постоянно при упражняването на неговите политически функции, но няма свидетелства за литургично-сакраменталните задължения, свързани с неговата роля и за които е бил заместван (документите никога не го показват при упражняването на литургични задължения).

### Архиепископ и господар на Милано
Джовани става архиепископ благодарение на престижа на своето семейство и е господар на Милано въз основа на легитимация, идваща отдолу, извършена от Генералния съвет на Милано през 1339 г., веднага след смъртта на Ацо Висконти. При липса на преки наследници Джовани и Лукино Висконти държат властта съвместно. През август 1342 г. Джовани е архиепископ на Милано и е в мир с папа Климент VI, който препотвърждава неговите владения. Изборът на Джовани и Лукино е единодушен и извършен за кратко време, тъй като е необходимо да се избегне вакуумът във властта. Така в дните след избора братята подписват документите си с формулата: „Джовани, епископ на Новара, и Лукино, брат на Висконти, господари на Милано“, формула, която след утвърждаването на Джовани за архиепископ, става „Джовани, архиепископ на Милано, и Лукино, брат на Висконти, господари на Милано.“. След смъртта на Лукино през 1349 г. Джовани става generalis dominus Mediolani. Когато Джовани поема властта като архиепископ, Милано е политически нестабилен, така че първо Отоне, а по-късно Джовани предлагат решения на кризата и предпочитат амвросианските църковни институции.
Джовани по някакъв начин продължава тази династична традиция, започната от неговия чичо Отоне Висконти, характеризираща се не само с градска и регионална хегемонна тенденция, но и с тенденция да се даде видимост на благородническата традиция с цел подобряване на нейната структура. За тази цел той първо придобива териториите на Болоня през 1350 г. и Генуа през 1353 г.; второ, променя гражданските закони, трето, осъществява реформи, които позволяват на периферната бюрокрация да функционира правилно, и четвърто, не забравя да промени църковните и благородническите институции.
Консолидацията на структурите на епархията със сигурност се дължи на факта, че Джовани е едновременно господар и архиепископ на Милано. Това избягва конфликта между двете роли и следователно му позволява да не бъде нито тормозен, нито повлиян от доминус, който се намесва в неговия политически или религиозен избор по отношение на Милано. Властта му обаче не се разпростира само над Милано, но и над множество епархии на Пиемонт и Ломбардия, и всъщност в продължение на десетилетие той също е прелат в Новара. По този начин архиепископът се позиционира като отправна точка за местното духовенство, както и като популяризатор на инициативи, засягащи миланския религиозен живот.
Силното присъствие на Джовани се основава на способността му решително да стане част от църковните органи, чиито длъжности и активи той физически заема, дотолкова че заслужава папските упреци. Властта, придобита от него, се конкурира с властта на законния архиепископ Айкардо да Камодея и е получена след непрекъснати конфликти с папата и последващите споразумения с Авиньон. Благодарение на папската легитимация и неговата политика на местен натиск Джовани (укрепен от властта, произтичаща от това да бъде господар на Милано) се опитва да се намеси в църковните институции и да придобие активи. Всичко това ни представя стратегиите, които използва, за да осигури контрол над Амвросианската църква, институциите, духовенството и народа. Като илюстрация на намесата му в Амвросианската църква е епизодът в Монца, в който архиепископът освобождава протойерея Ломбардино дела Торе от длъжност, налагайки се като ... generalis vicarius ac protector et defensor..., както е показано в документ от 1325 г. Въпреки многократните отлъчвания Джовани се стреми към създаването на лична хегемония в рамките на Амвросианската църква и автономия на управлението. Междувременно неговите политически качества водят до териториално възраждане на господството и му позволяват лесно вмъкване в миланските църковни структури с цел да ги използва за експанзионистични цели. Миланската историография подчертава намерението на църковната политика на Джовани да изземе църковните приходи и да подложи религиозните лица и техните имоти на данъчно облагане, дотолкова че да наруши техните църковни свободи, за да облагодетелства собствената си линия. Джовани всъщност използва Амвросианската църква, за да консолидира обществената власт, тъй като вземането на публична власт означава намеса в църковната сфера и контролиране на неговите институции.
Джовани, който е едновременно господар и архиепископ, се интересува от: 1, правилното функциониране на църковните институции; 2. от градовете, подчинени на Милано; 3. от това да се намесва в случаи на криза или разпадане на субекти; 4. от това да отговаря на нуждите на Амвросианската църква и другите църкви, подчинени на неговото управление, и 5. от насърчаване на реформаторските дейности. Всичко това допринася за определянето на Джовани като „добър епископ“, тъй като по време на неговото епископство епархийските институции остават ефикасни и консолидирани въпреки факта, че създава впечатлението, че експлоатира епископството.

### Религиозна и строителна програма
Джовани има особен интерес към строителството на сгради, тъй като една от отличителните черти на „добрия прелат“ е грижата му за строителното наследство на поверената му църква: това е необходимо, за да бъде запомнен епископът. Всъщност е доказано, че колкото повече се увеличава сградният фонд, толкова по-голям е престижът на господаря. В колективното въображение на неговите съвременници изграждането на сгради има голямо значение, защото се приравнява на понятието за сила.
В тази насока се поставят изграждането на монументални сгради, възстановяването на архиепископията, реставрация на замъци и архиепископски сгради и изграждането на нов архиепископски дворец. С тези произведения Джовани иска не само да подчертае, винаги в съответствие с традицията, своето величие и добрата си административна политика, но и да подчертае частичната незаинтересованост на своите предшественици в грижата за строителното наследство. Следователно интересът към строителството на сгради е насочен към получаване на все по-голяма видимост и показва на своите граждани представа за сила и великолепие, предавани от величието на сградите.
В областта на религиозността и в общественото мнение Джовани заема новаторска позиция като религиозен координатор и промотиращ религиозни инициативи като представителства, празненства и процесии, които целят включването на господството в религиозността на града, по-специално той въвежда Корпус Кристи. Освен това той насърчава инициативи от религиозен характер както като господар, така и като частно лице, следователно използва гражданската религия с цел консолидиране на властта и придобиване на територии.
Като цяло Джовани популяризира религиозни култове за Милано, целейки самоузаконяването на своята гражданска и религиозна служба (господар и прелат); той иска да се легитимира пред гражданите на Милано, но също така и пред общностите на други градове, подчинени на него. Като господар дава усещане за действието си, като влияе върху колективната идеология със значими жестове, всъщност, въпреки че интересът му е насочен главно към политиката, той показва религиозността на княз и човек: „Той проявява наред с дейността на епархийския ординарец религиозността на княза и човека“.

### Отношения с папството
Джовани Висконти се стреми към разширяване на миланското господство и това го кара да установи отношения с Апостолическия престол за разрешаване на конфликтите, възникнали в териториалното уреждане на Ломбардия.
Малко преди да стане архиепископ, той става господар и започва да установява отношения с Апостолическия престол, но както връзката с папата, така и с местната църква и господството имат двойна природа: планът на Джовани е този за експлоатация и всъщност той използва тези връзки в перспективата на светската власт.
Отношенията с папата са отчасти двусмислени, защото Джовани се придвижва политически към разширяване на господството, често не спазвайки споразуменията, установени с папското седалище. Дълго време Висконти и папата водят преговори, в центъра на които е експанзионистичната политика на Милано и чиито директиви винаги са в противоречие с тези на папството. Тези преговори започват с папа Йоан XXII и продължават с неговия наследник Бенедикт XII, но накрая, през 1335 г., споразуменията на духовенството и народа с папата са одобрени. Но въпреки споразуменията конфликтите с папството се възобновяват поради непрекъснатата експанзионистична политика на Висконти, който подчинява градове, принадлежащи на папското владение. На 7 май 1341 г. Бенедикт XII издава 2 були: едната, която възлага имперския викариат на братята Висконти, а другата, която освобождава всички владения на Висконти от църковни порицания. Едва на 6 август 1341 г. Джовани и Лукино Висконти подписват споразуменията, отчитайки необходимостта мирът с Авиньон да доведе до нови и по-сигурни политически възможности. По време на дългата и сложна история на преговорите с папското седалище Джовани получава предимства като длъжността на папски капелан (7 август 1330 г.) и седалището на Новара (31 юли 1331 г.).
Безскрупулността на политиката на Висконти при тези обстоятелства показва как господарите на Милано се нуждаят от правна основа, за да оправдаят политиката си на експанзия, докато папата се нуждае от военната и политическа подкрепа на това могъщо семейство, за да консолидира своята антиимперска политика. В тази балансирана дипломатическа игра Джовани използва престижа на папата, за да изгради властта си, докато папата използва властта на Висконти, за да се противопостави по-добре на имперската политика. Тази променена политическа линия (която отрича предишната папска политика срещу Висконти) ясно се очертава от размяната на писма между Джовани Висконти и папата, непосредствено след подписването на споразуменията. Благодарение на тези споразумения архиепископът на Милано получава многобройни облаги от папата, дотолкова че успява да придобие престиж и привилегии за семейството си. Той е опитен в посредничеството с папата, облагодетелствайки своите роднини, а дипломатическите му умения са такива, че той успява да се възползва от тези помирителни отношения, както и да получи църковни облаги за своите верни.
Като цяло клиентелата, произтичаща от дипломатическите действия на Висконти, значително укрепва авторитета му. Въпреки това влиянието, което архиепископът има спрямо папата, също зависи от дипломатическите умения и договорната дейност на посланиците на Висконти, които помагат на Господаря да благоприятства предоставянето на бенефиции.

### Управлението на епископията и имуществото
През 1342 г., когато Джовани поема длъжността на амвросианската катедра, непосредственият приоритет е реорганизирането на епископските активи. Този приоритет се появява благодарение на политическите действия, на моменти властни, извършвани от самите Висконти. В управлението на архиепископските активи Джовани разграничава благородническия доход от личния доход и от дохода ratione mense, дори ако в действителност управлението им е поверено на една група длъжностни лица. Благата и правата на масата се администрират според легитимни титли и въз основа на политически преговори между Милано и Авиньон, всъщност Джовани ги получава от папа Бенедикт XII през 1332 – 1333 г. Неговата дейност по възстановяването на Амвросианската църква е остра; всъщност, след като забеляза разпиляването на активите на Църквата от неговите предшественици, той лишава някои служители от техните облаги, като ги заменя и утвърждава други в тяхната роля.
Джовани Висконти никога не напуска седалището си, но за да поддържа връзки, поверява повечето административни функции на сътрудници. Организъм, съставен от генерални викарии, нотариуси и делегати, зависи от него и придава на правителството известна стабилност, и осигурява доброто функциониране на курията, дори и в трудни времена. Поради това епископският кръг осигурява гладкото протичане на дейността на митрополита. По същия начин, благодарение на своите сътрудници, той действа и в Новара, за да управлява тази църква и да събира кредити; сред сътрудниците му има някои мъже, принадлежащи към неговото потекло, на които той поверява задачи за разрешаване на различни въпроси. Джовани концентрира в личността си както благородническото състояние на Висконти, така и неговата гражданска и религиозна власт. Резултатът е повторното стартиране на Амвросианската църква, която постига блясък и великолепие под негово ръководство.
Това е тенденцията на семейство Висконти (започнала с Матео и продължена с Джовани и Лукино) да закупува средства и активи, особено в стратегически области, с цел консолидиране на господството. Освен това, от 1347 до 1354 г. Висконти използва собствените си ресурси, за да поддържа манастири, болници и църкви не само в Милано, но и в други градове, с цел осигуряване на видимост и в същото време духовно спасение. През 1349 г. той основава Чертога на Гариняно на 5 км извън стените на Порта Теналия, като го дарява на Ордена на картезианците и го дарява с голяма земя и недвижими имоти, освободени от мита и данъци, за прехраната на монасите, които са картезианският орден орден, посветен изключително на молитва и съзерцание.

## Цялостен образ
Като цяло фигурата на Джовани е очертана в множеството му функции и е фигурата, която изразява най-високия момент на политическата власт на Висконти през XIV век защото: 1. той дава стабилност на структурите на Сеньорията; 2. разширява регионалната хегемония на Милано и 3. усъвършенства контрола върху местните църковни институции. Господството на Джовани, в сравнение с това на неговите предшественици Матео и Галеацо Висконти, има други силни страни поради изчезването на различните политически фракции и добрите отношения с аристократите на града. В сравнение с неговите предшественици силната страна на цялото му управление може да бъде идентифицирана в комбинацията от светски и духовни функции; това му позволява да обедини дейностите, които насърчава в двете области.
С идването на сеньорията политическите и социалните условия се променят поради променения политически климат, за определянето на който Джовани Висконти допринася, но тези промени не водят до институционална криза на сеньорията и Амвросианската църква, а по-скоро подобряват нейните аспекти. Различните политически позиции и различните споразумения показват как Джовани умело е можел да жонглира в своята политика между папа, антипапа и император, за да има легитимация и пълна подкрепа; политическите тактики и сделки с папството водят до разширяване на влиянието му и към други градове. Конфликтите в отношенията с апостолския престол всъщност се управляват от Джовани понякога с безскрупулност, понякога с дипломация, но той винаги се показва равностоен на ролите, които заема.
Джовани се разглежда като „...максимален поддръжник на експлоатацията на Амвросианската архиепископия“ и също така „...главно отговорен за процеса на влошаване на фигурата на прелата в рамките на миланската социална структура.“ Според Annales Mediolanenses има връзка между господството на Висконти и кризата на фигурата на миланските архиепископи, и тази криза се проявява повече, когато благородната династия успява да контролира амвросианската катедра чрез свой собствен представител.
Джовани е отправна точка за религиозния живот на Милано и това е възможно поради семейната му принадлежност. В хрониката на Галвано Флама архиепископът е представен с добри човешки и религиозни качества. Всъщност „човешкото великолепие“ и „пастирските качества“ на Галвано са подчертани, тъй като той извършва дейност по „възстановяване на благата и правата на масата“, възстановява архиепископски замъци и църкви, провежда с отдаденост религиозните функции. Предоставените от хрониката сведения не са напълно верни, но ни позволяват да разберем какъв образ за себе си е желал да нарисува Джовани пред съвременниците си.</ref>Fiamma p. 48.</ref> По този начин образът, който се предлага на съвременниците на Джовани, е особено положителен.
Политическата и религиозна дейност на Джовани може да бъде включена в един „дълготраен феномен“ който, въпреки че показва очевидно наситени със събития аспекти, вместо това представлява момент на стабилност и липса на вътрешни разриви. Следователно за Джовани амвросианската катедра представлява завършването на онази лична политическа идея, която смята намесата на династията в местните църковни институции за решаваща.